# Reina Hispanoamericana 2023
Reina Hispanoamericana 2023-24 fue la 32.ª edición del certamen Reina Hispanoamericana, correspondiente al año 2023-2024, la cual se llevó a cabo el 28 de enero de 2024 en la ciudad de Santa Cruz de la Sierra, Bolivia. Candidatas de 27 países y territorios autónomos compitieron por la corona. Al final del evento, Arlette Rujel, Reina Hispanoamericana 2022 de Perú coronó a Maricielo Gamarra de Perú como su sucesora.

## Resultados
| Posiciones                        | Candidata |
| Reina Hispanoamericana 2023-24    | - Perú - Maricielo Gamarra |
| Virreina Hispanoamericana 2023-24 | - Venezuela - Fernanda Rojas |
| Primera finalista                 | - Brasil - Cynthia Mouras |
| Segunda finalista                 | - Filipinas - Michelle Arceo |
| Tercera finalista                 | - Curazao - Bianty Gomperts |
| Cuarta finalista                  | - Colombia - Paula Alarcón |
| Top 13                            | - Bolivia - Darla Reyes - Ecuador - Juliana Robles - Indonesia - Chesy Mose Lorenzo - Italia - Vanessa Ortíz - México - Carolina Pérez ∆ - Puerto Rico - Sarahí Figueroa - República Dominicana - Melissa Domínguez |

• ∆: Votada por el público vía internet.

### Orden de clasificación
| Top 13               | Top 6     |
| México               | Brasil    |
| Brasil               | Curazao   |
| Venezuela            | Colombia  |
| Colombia             | Venezuela |
| Indonesia            | Perú      |
| República Dominicana | Filipinas |
| Bolivia              |           |
| Ecuador              |           |
| Curazao              |           |
| Filipinas            |           |
| Puerto Rico          |           |
| Italia               |           |
| Perú                 |           |

## Jurado Calificador
- Paola Coimbra.- Srta. Santa Cruz 2001, Miss Bolivia Universo 2001,  3ra. Finalista del Reina Sudamericana 2001 y Reina del Carnaval Cruceño 2002, Miss Prensa y finalista del certamen Miss Globe 2005 realizado en Albania; actualmente es influencer y  presentadora de televisión.
- José Maria Reyes.- Gerente General del Hotel Radisson Santa Cruz, desarrollador de estrategias comerciales para impulsar el turismo, el arte y la cultura local.
- Ramiro Serrano.- Comunicador social de profesión, trabajó en las principales radio emisoras de La Paz como locutor, productor y director. Trabajó como presentador, productor y periodista de diversos programas televisivos. Participó como actor en programas de televisión y protagonizó varias obras de teatro. Es guionista, productor, actor, locutor, empresario y consultor de imagen pública y corporativa, Actualmente es Director Nacional de “PREMIOS MAYA”
- Stephany Sanchez.- Miss Pando 2016; representó a Bolivia y ganó la corona de Miss Mesoamérica Internacional 2017 en El Salvador; actualmente es presentadora de Red Uno de Bolivia.
- Stephen Diaz.- Jefe de Gabinete y Director Principal del certamen Miss Internacional
- Luciana Fuster, ganadora del Miss Grand International 2023

## Gala de la Belleza Hispanoamericana
En el transcurso de la competencia, se realiza una diversa de visitas a los patrocinadores y lugares turísticas del país de Bolivia, en el cual se visitó la ciudad de Sucre, Porongo y Santa Cruz de la Sierra para realizar la gala de la belleza.
| Título                                    | Candidata                         |
| Miss Amistad y Simpatía                   | - Uruguay - Lucia Piñeyro Lima    |
| Miss Elegancia                            | - Indonesia - Chesy Anribka Mose  |
| Favorita Missologos                       | - Perú - Maricielo Gamarra        |
| Miss Deporte Kalomai                      | - Perú - Maricielo Gamarra        |
| Embajadora del Bicentenario               | - México - Carolina Pérez         |
| Mejor Traje Típico                        | - México - Carolina Pérez         |
| Embajadora Internacional Nueva Santa Cruz | - México - Carolina Pérez         |
| Embajadora Philips                        | - Venezuela - Fernanda Rojas      |
| Mejor Sonrisa Orest                       | - Venezuela - Fernanda Rojas      |
| Miss Piel Radiante Solaris                | - Brasil - Cinthya Moura          |
| Chica Ecojet                              | - Venezuela - Fernanda Rojas      |
| Mejor Silueta Medical Center              | - Colombia - Paula Andrea Alarcón |

## Candidatas
27 candidatas competirán por el título de Reina Hispanoamericana 2023:
(En la tabla se utiliza su nombre completo, los sobrenombres van entrecomillados y los apellidos utilizados como nombre artístico, entre paréntesis; fuera de ella se utilizan sus nombres «artísticos» o simplificados)
| País/Territorio      | Candidata                         | Edad | Ciudad de Origen        |
| Bolivia              | Darla Fabiana Reyes Becerra       | 19   | Santa Cruz de la Sierra |
| Brasil               | Cinthya Moura Escavadeira         | 24   | Recife                  |
| Canadá               | Arshdeep Thind                    | 21   | Abbotsford              |
| Chile                | Amaya Butrón Carrasco             | 21   | Rancagua                |
| Colombia             | Paula Andrea Alarcón Vargas       | 24   | Neiva                   |
| Costa Rica           | Katherine Espinoza Canessa        | 23   | Puntarenas              |
| Cuba                 | Yisel Yero Rodríguez              | 26   | La Habana               |
| Curazao              | Bianty Gompert                    | 25   | Willemstad              |
| Ecuador              | Juliana Jariel Robles Requelme    | 20   | Machala                 |
| El Salvador          | Daniela Fernanda Guevara Sahagún  | 22   | Usulután                |
| España               | Sara Lahidalga Beneitez           | 26   | Vitoria                 |
| Estados Unidos       | Estephania De la Cruz             | 26   | Nueva York              |
| Europa               | Taria Franchesca Burga Sánchez    | 21   | Milán                   |
| Filipinas            | Michelle Arceo Kain               | 25   | Ciudad Quezon           |
| Guatemala            | Brianna Corina Herrarte Barrios   | 19   | Ciudad de Guatemala     |
| Indonesia            | Chesy Anribka Mose                | 20   | Manado                  |
| Italia               | Vanessa Ortiz Penagos             | 27   | Génova                  |
| México               | Carolina Pérez Martínez           | 27   | Mazatlán                |
| Nicaragua            | Gabriela Marina Rodríguez Peralta | 24   | Managua                 |
| Paraguay             | Fátima Lorena Román Castillo      | 27   | Minga Guazú             |
| Perú                 | Maricielo Gamarra Alvarado        | 29   | Tarapoto                |
| Portugal             | Yeniffer Campos                   | 33   | Oeiras                  |
| Puerto Rico          | Sarahí Figueroa Colón             | 25   | Arecibo                 |
| República Dominicana | Melissa Michelle Domínguez Cuevas | 27   | Santo Domingo           |
| Trinidad y Tobago    | Andrea Sofia Montenegro Romero    | 23   | Puerto España           |
| Uruguay              | Lucía Piñeyro Lima                | 31   | Montevideo              |
| Venezuela            | Fernanda Isabel Rojas Ramírez     | 20   | Mérida                  |

## Sobre los países en Reina Hispanoamericana 2023

### Naciones que debutan en la competencia
- Indonesia
- Trinidad y Tobago

### Naciones que se retiran de la competencia
- Alemania
- Argentina
- Guinea Ecuatorial
- Haití
- Honduras
- Panamá

### Naciones que regresan a la competencia
- Curazao que compitió por última vez en 2021.
- Europa que compitió por última vez en 2019.